# Vereinigte Verlagsanstalten
Die Vereinigten Verlagsanstalten (kurz: VVA) waren eine Druckerei-Gruppe, die im Jahr 2010 zum Insolvenz-Fall wurde.

## Geschichte
Die Unternehmensgeschichte der VVA reicht zurück bis ins 19. Jahrhundert. Als Gründungsjahr gilt das Jahr 1894, in dem die Oberhausener „Volksverlag AG“ ihren Betrieb aufnahm. Der Verlag gab anfangs eine katholische Tageszeitung in Oberhausen heraus, danach wurde aus dem Zeitungsproduzenten der Druck-Dienstleister „Vereinigte Verlagsanstalten AG“. Später wurde die VVA sukzessive zu einem Medienhaus. Die Gruppe umfasste unter anderem den Überblick-Verlag, B&D Verlag mit Blond, die Zeitschrift FACTS, Photographie, das Literaturmagazin BÜCHER, ratgeber bauen und viele weitere.
Konzernchef Stefan Meutsch, der unter anderem einige Jahre als Präsident des Fußballvereins Rot-Weiss Essen fungierte, hatte 2002 aus der „Druckerei Wesel“ heraus die VVA übernommen. 2006 wurde die EBD Networks übernommen und als VVA Networks in den Medienkonzern integriert. 2008 folgte die Übernahme des traditionsreichen Druck- und Medienunternehmens Konkordia, das seinen Sitz in Bühl bei Baden-Baden hatte und damals 75 Mitarbeiter beschäftigte.
Im Jahr 2009 wurde die VVA Networks, die den Online-Bereich des Konzerns beinhaltete, zur Insolvenz geführt, was von vielen Beobachtern als ein erstes Anzeichen für eine massive Schieflage der gesamten Gruppe gewertet wurde. Im Mai 2010 musste der ganze Medienkonzern Insolvenz anmelden, da Gespräche mit potentiellen Investoren scheiterten. Abgewickelt wurde die Insolvenz von Insolvenzberater Rechtsanwalt Piepenburg von der Düsseldorfer Kanzlei Piepenburg & Gehrling (bekannt durch die Karstadt-Insolvenz).
Der zuletzt öffentlich kommunizierte Umsatz des Konzerns, der zeitweilig ca. 770 festangestellte Mitarbeiter beschäftigte, betrug laut Eigenangaben bis zu 100 Mio. Euro. Die Vereinigten Verlagsanstalten (ugs. auch VVA Kommunikation genannt) hatten zuletzt 80 Mio. Euro Schulden. Die Standorte Baden-Baden, Dubai, Düsseldorf, Essen, Hamburg, Ludwigsburg wurden geschlossen bzw. teilweise durch neue Inhaber übernommen worden.
Die Staatsanwaltschaft Düsseldorf nahm Ende 2010 Ermittlungen gegen Konzernchef Stefan Meutsch auf, da Verdacht auf Insolvenzverschleppung, Betrug und Untreue bestand.